# فرودگاه لیلاباری
فرودگاه لیلاباری (به انگلیسی: Lilabari Airport) یک فرودگاه همگانی با کد یاتا IXI است که یک باند فرود بتن و آسفالت دارد و طول باند آن ۲۲۸۶ متر است. این فرودگاه در کشور هند قرار دارد و در ارتفاع ۱۰۱ متری از سطح دریا واقع شده است.